# Cécile Chaminade
Cécile Louise Stéphanie Chaminade (Paris, 8 de agosto de 1857 – Monte Carlo, 13 de abril de 1944) foi uma compositora e pianista francesa.

## Vida
De família abastada, estudou primeiramente com a mãe e depois com Félix Le Couppey, Savart, Martin Pierre Joseph Marsick e Benjamin Godard, mas não "oficialmente", pois seu pai desaprovava sua educação  musical.
Seus primeiros experimentos em composição acontecem na infância, e, por volta dos seus oito anos,  tocou algumas de suas peças para  Georges Bizet, amigo da família, que ficou muito impressionado com seu talento. Chaminade deu seu primeiro  concerto aos dezoito anos e, desde então, seu trabalho como compositora ganhou espaço. Escreveu principalmente peças sérias para piano mas também música de salão, sendo que quase todas as suas composições foram publicadas.
Realizou várias tournées pela França desde a juventude e, em 1892, fez sua estreia na Inglaterra, onde seu trabalho se tornou muito popular. Ela voltaria várias vezes à Inglaterra durante os anos 1890, tocando também ao lado  de importantes cantores da época, como Blanche Marchesi e Pol Plançon, mas essa  atividade foi reduzida depois de 1899, em razão de críticas desfavoráveis. Isidor Philipp, chefe do departamento de piano do  Conservatório de Paris, defendeu o trabalho de Chaminade.
Chaminade casou-se, em 1901, com um editor musical de Marseille, Louis-Mathieu Carbonel, bem mais velho do que ela, o que, na época, suscitou rumores sobre um possível casamento de conveniência. Carbonel morreu em  1907, e Chaminade não voltou a se casar.
Em Londres (1903),  fez gravações, para gramofone, de sete das suas composições, através da Gramophone and Typewriter Company. Essas gravações estão entre as mais procuradas por colecionadores, embora tenham sido relançadas em compact disk. Antes e depois da  Primeira Guerra Mundial, Chaminade gravou muitos rolos para pianola, conseguindo publicar, em vida, a maior parte de suas composições, o que também lhe rendeu sucesso financeiro.
Em 1908, ela visitou os Estados Unidos, onde foi calorosamente recebida. Suas  composições eram extremamente apreciadas pelo público americano, e várias delas eram então encontradas nas bibliotecas dos apreciadores da música para piano. A propósito dela, Ambroise Thomas disse:  "Não se trata de uma mulher que compõe mas de um compositor que é uma mulher".
À medida que envelhecia, ela foi deixando de compor. Relegada à obscuridade durante as últimas décadas de sua vida, suas canções e peças para piano foram quase todas esquecidas por muito tempo, inclusive sua obra mais popular atualmente, o Concertino para Flauta em ré maior, Op. 107, composto para concurso de flauta do Conservatório de Paris, em 1902. Em 1913, tornou-se a primeira musicista a ser incluída na  Legião de Honra, Cécile Chaminade morreu em Monte Carlo, aos 86 anos.
Sua irmã mais nova, Henriette Chaminade, era casada com Moritz Moszkowski, um conhecido pianista e compositor, tal como Cécile.

## Crítica
Seu estilo composicional tem sido descrito como melodioso, muito acessível e suavemente cromático, seguindo os padrões típicos da música francesa do romantismo tardio.
Embora muitas das suas composições  tenham sido bem recebidas pelos críticos, grande parte do seu trabalho mais sério e de maior fôlego não teve a mesma sorte, o que tem sido atribuído ao  preconceito de gênero, ainda muito forte nos meios da música erudita da sua época.

## Obras principais

### Peças com número opus
- Op. 11, Trio avec piano #1 (1881))
- Op. 19, La Sévillane
- Op. 21, Sonate (1881)
- Op. 28, Étude symphonique (1883)
- Op. 29, Sérénade (1884)
- Op. 30, Air de ballet (1884)
- Op. 33, Valse caprice (1885)
- Op. 35, 6 études de concert (1886)
- Op. 34, Trio avec piano #2 (1887)
- Op. 36, 2 pièces (1887)
- Op. 37, Airs de Ballet (1888)
- Op. 40, Concertstück pour piano et orchestre
- Op. 41, Air de ballet. Pierrette (1889)
- Op. 50, La lisonjera (1890)
- Op. 52, Capriccio appassionato (1890)
- Op. 53, Arlequine (1890)
- Op. 54, Caprice espagnol. Lolita (1890)
- Op. 55, 6 pièces romantiques (1890)
- Op. 60, Les sylvains (1892)
- Op. 61, Arabesque (1892)
- Op. 76, 6 romances sans paroles (1894)
- Op. 81, Terpsichore, sixième air de ballet (1896)
- Op. 83, Ritournelle (1896)
- Op. 86, Romances sans paroles
- Op. 87, 6 pièces humoristiques (1897)
- Op. 98, 6 feuillets d’album (1900)
- Op. 107, Concertino pour flûte et orchestre en ré majeur (1902)
- Op. 120, Variations sur un thème original(1906)
- Op. 123, Album d’enfants (1906)
- Op. 124, Étude pathétique (1906)
- Op. 126, Album d’enfants (1907)
- Op. 127, 4 Poèmes provençaux (1908)
- Op. 130, Passacaille (1909)
- Op. 143, Cortège (1911)
- Op. 158, Danse païenne (1919)
- Op. 160, Les Sirènes (1920)
- Op. 164, Air à danser (1923)
- Op. 150, Sérénade espagnole (1925)
- Op. 167, Messe pour deux voix égales

### Peças sem número opus
- Les Rêves (1876)
- Te souviens-tu? (1878)
- Nice-la-belle (1889)
- Rosemonde (1890)
- L’Anneau d’argent (1891), sobre poema de Rosemonde Gérard
- Plaintes d’amour (1891)
- Viens, mon bien-aimé! (1892)
- L’Amour captif (1893), sobre poema de Thérèse Maquet
- Malgré nous! (1893)
- Si j’étais jardinier (1893)
- L’Été (1894)
- Mignonne (1894), sobre poema de Ronsard
- Villanelle (1894)
- Ronde d’amour (1895)
- Chanson triste (1898)
- Mots d’amour (1898)
- Écrin! (1902)